# Text from Your Ex
Text from Your Ex è un singolo del rapper britannico Tinie Tempah, pubblicato nel 2017 ed interpretato insieme alla cantante statunitense Tinashe. Il brano è stato estratto dall'album Youth.

## Tracce
- Download digitale

1. Text from Your Ex (featuring Tinashe) – 3:25